# Cyprianka
Cyprianka este o arie protejată (arie specială de conservare — SAC, sit de importanță comunitară — SCI) din Polonia întinsă pe o suprafață de 109,28 ha, integral pe uscat.

## Localizare
Centrul sitului Cyprianka este situat la coordonatele 52°44′25″N 19°05′26″E / 52.7404°N 19.0906°E.

## Înființare
Situl Cyprianka a fost declarat sit de importanță comunitară în august 2007 pentru a proteja 2 specii de animale. Situl a fost protejat și ca arie specială de conservare în februarie 2017.

## Biodiversitate
Situată în ecoregiunea continentală, aria protejată conține 1 habitat natural: Mlaștini împădurite.
La baza desemnării sitului se află mai multe specii protejate:
- mamifere (1): castor (Castor fiber)
- pești (1): Rhynchocypris percnurus